# Pistolet Felk MTF
Felk MTF – australijski pistolet samopowtarzalny. Produkowany wyłącznie na eksport. Pierwsze informacje o tej broni pojawiły się na przełomie 1997 i 1998 roku.

## Opis konstrukcji
Felk MTF jest bronią samopowtarzalną. Zasada działania automatyki oparta na krótkim odrzucie lufy. Zamek ryglowany przez przekoszenie. Mechanizm spustowy z wyłącznym częściowym samonapinaniem (SDAO).
Felk MTF jest zasilany ze wymiennego, dwurzędowego magazynka pudełkowego o pojemności 10 (MTF919) lub 9 (pozostałe wersje) naboi, umieszczonego w chwycie. Zatrzask magazynka znajduje się po lewej stronie chwytu.
Lufa gwintowana.
Przyrządy celownicze mechaniczne, stałe (muszka i szczerbinka). Szkielet pistoletu Felk MTF wykonany jest z polimeru, zamek ze stali.